# Fraude au clic
La fraude au clic est une activité qui consiste à faire effectuer, par une personne ou un programme informatique, des clics sur des publicités afin de dilapider rapidement le budget publicitaire d’un concurrent en lui faisant payer des amendes à son insu. La publicité, dont la rétribution dépend du nombre de clics sur celle-ci, est menacée à cause des fraudeurs,. La rétribution du publicitaire par l'action du visiteur d'une page internet est une alternative récente dans le monde de la publicité sur internet. L'action est par exemple l'achat d'un service ou produit.
Par exemple, lorsque le propriétaire d'un site accepte un contrat avec AdSense - le système de message publicitaire de Google -, il s'engage à ne pas cliquer sur les publicités ; s'il le fait, il commet une fraude au clic (Google vérifie que le propriétaire d'un site ne clique pas ses publicités, si c'est le cas, les clics ne seront pas comptabilisés) .
Il arrive même que le compte soit purement et simplement supprimé.
Dans certains cas, un déclenchement de clics intempestifs peut provoquer l'arrêt d'un compte même si ce n'est pas le sien, Google suspectant une fraude. Certaines entreprises peu scrupuleuses cliquent énormément sur les annonces publicitaires des concurrents. Soit Google ne se rend pas compte de la fraude et le concurrent voit ses revenus d'éditeur augmenter, soit Google s'en rend compte et bannit ou avertit le fraudeur. Pour qu'une attaque soit efficace, il faut qu'elle soit suffisamment massive par rapport aux revenus de l'éditeur (le concurrent).
Il existe des logiciels de protection contre la fraude au clic. Ces outils utilisent des algorithmes avancés et des techniques d'analyse pour détecter et bloquer les clics suspects, aidant ainsi les annonceurs à protéger leurs investissements publicitaires et à garantir que leurs campagnes atteignent un public authentique.